# Neuraminska kiselina
Neuraminska kiselina(5-amino-3,5-dideoksi-D-glicero-D-galakto-non-2-ulosonska kiselina) je monosaharid sa devet ugljenika, koji je derivat ketononoza. Neuraminska kiselina se može prikazati kao proizvod aldolne kondenzacije piruvinske kiseline i D-manozamina (2-amino-2-deoksi-manoza). Neuraminska kiselina se ne javlja u prirodi, ali su mnogi od njenih derivata široko zastupljeni u životinjskim tkivima i u bakterijama, posebno u glikoproteinima i gangliozidima. N- ili O-supstituisani derivati neuraminske kiseline su kolektivno poznati kao sijalinske kiseline. Predominantna forma u ćelijama sisara je N-acetilneuraminska kiselina. Amino grupa nosi bilo acetil ili glikolil grupu. Hidroksilni supstituenti mogu znatno da variraju: acetil, laktil, metil, sulfat i fosfatne grupe su nađene.
Ime "neuraminska kiselina" je uveo nemački naučnik E. Klenk 1941, dok je opisivao moždane lipide iz kojih se formira kao proizvod razlaganja..